# Шарвансо
Шарвансо̀ (на италиански и на френски: Charvensod, на местен диалект: Tsarveunsoù, Царвеунсоу) е малко градче и община в Северна Италия, автономен регион Вале д'Аоста. Разположено е на 749 m надморска височина. Населението на общината е 2527 души (към 2010 г.).